# VBI-2902
VBI-2902 — кандидат на вакцину проти COVID-19, розроблений американо-канадською компанією «Variation Biotechnologies».

## Розробка
На початку 2020 року компанія «Variation Biotechnologies» повідомила, що вона розробляє низку вакцин проти COVID-19 у співпраці з компанією NRC за технологією вакцин, створених із часточок вірусу. Першою з цих вакцин була VBI-2900. Пізніше компанія розробила вакцину VBI-2901, яка за словами представників компанії, є «тривалентною панкоронавірусною вакциною, що експресує білки як SARS-CoV-2, так і SARS-CoV та MERS-CoV.» Останньою з цього ряду вакцин є VBI-2902, яка за словами представників компанії є «одновалентною COVID-19-специфічна вакциною, що експресує білок SARS-CoV-2». До 9 березня 2021 року проведено початкове клінічне дослідження І—ІІ фази вакцини VBI-2902. Компанія «Variation Biotechnologies» отримала від федерального уряду Канади 56 мільйонів канадських доларів на розробку вакцини проти COVID-19. Генеральний директор компанії Джефф Бакстер заявив, що виробництво VBI-2902 є дешевшим, ніж виробництво інших вакцин.